# Pseudococcidae
Le cocciniglie farinose o cocciniglie cotonose (Pseudococcidae Heymons, 1903) sono una famiglia di insetti fitomizi dell'ordine dei Rincoti (Homoptera: Sternorrhyncha: Coccoidea). Devono il loro nome comune alle abbondanti emissioni di cera di aspetto polverulento, fioccoso o cotonoso.

## Descrizione
Le femmine si presentano con un corpo appiattito, lungo pochi millimetri, dal profilo ovale alla vista dorsale, con tegumento poco consistente e corrugato, mascherato dalla copertura cerosa, di aspetto e consistenza. In molti pseudococcidi, dal margine del corpo si sviluppano ai lati e, soprattutto, posteriormente, lunghi prolungamenti di cera fioccosa con cui viene realizzato un ovisacco in modo analogo a quanto avviene negli Ortheziidae e nei Margarodidae. A differenza di questi, tuttavia, l'ovisacco è costituito da un groviglio fioccoso di cera e non ha il caratteristico aspetto compatto e solcato di quello delle suddette famiglie. La metameria si riduce alla presenza di suture dorsali e ventrali che lasciano intravedere la suddivisione primaria fra il capo e il torace e fra i segmenti che costituiscono il torace e l'addome.
Il capo, poco differenziato dal torace, è provvisto di antenne moniliformi, composte in genere da 5-9 articoli, di occhi piccoli e apparato boccale pungente-succhiante con rostro di tre segmenti. Le zampe sono generalmente presenti e funzionali, ma brevi, con tarsi formati da un solo articolo. Nell'addome, l'apertura anale è posizionata nella parte dorsale dell'estremità posteriore e, come negli Ortheziidae, è circondata da un anello sclerificato provvisto di 6 setole; gli anglosassoni chiamano questa struttura honey basket ("cestino del miele") in quanto è usata per l'allontanamento della melata.

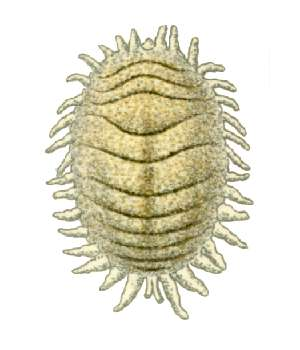
Planococcus citri.

Un carattere morfologico comune a quasi tutti gli Pseudococcidi e ai Phenacoleachiidae è la presenza di due paia di fessure dorsali, disposte rispettivamente sulla parte posteriore del capo e sull'urite VI o VII, al centro di leggere depressioni. Queste strutture, dette ostioli o ostioli dorsali (meno frequentemente cicatrici, foveole labiate, ecc.) producono un'emissione liquida costituita da cera e probabilmente derivata dall'emolinfa. Le conoscenze sulla funzione degli ostioli dorsali non sono ancora ben delineate e vertono fondamentalmente su una ricerca condotta da WILLIAMS (1978), il quale ha messo in evidenza un'interessante correlazione con i meccanismi di difesa degli Afidi: il liquido viene emesso da uno o più ostioli, quando la cocciniglia è disturbata, e rapprende all'aria; nel liquido è anche un feromone d'allarme, perciò gli ostioli di queste cocciniglie svolgerebbero la stessa funzione dei sifoni degli Afidi. Gli ostioli possono svolgere, comunque, differenti funzioni secondo la specie, anche se non ci sono sufficienti informazioni in proposito. Lo stesso WILLIAMS ha ipotizzato che il secreto degli ostioli attiri le formiche, in quanto lo sviluppo di questi organi è significativo nelle specie che instaurano rapporti di simbiosi con gli imenotteri. In alcuni Pseudococcidi, gli ostioli possono essere assenti nelle femmine adulte, oppure ridotti di numero, ma sono in generale presenti nelle forme giovanili e nella maggior parte delle femmine.

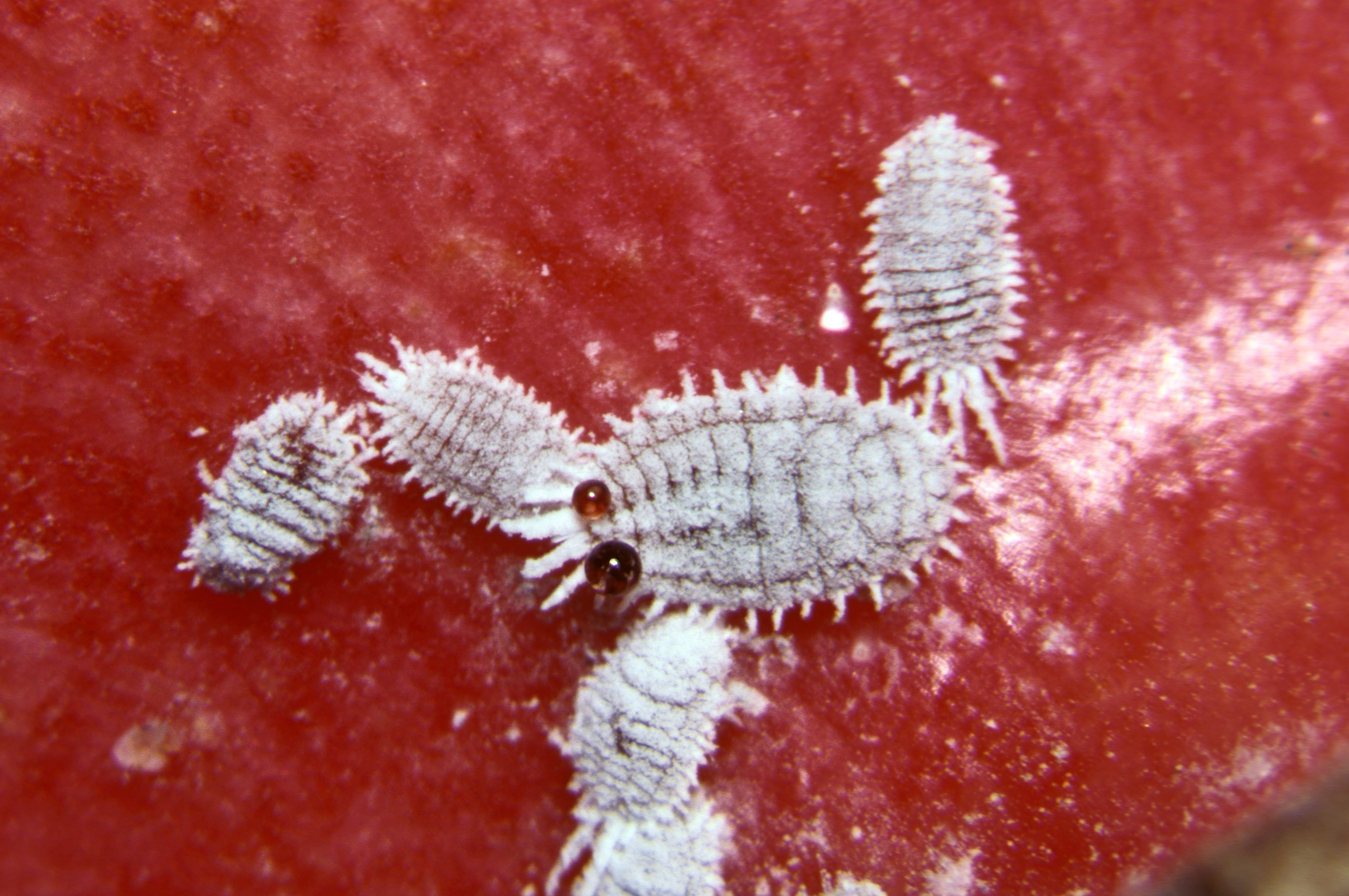
Pseudococcus calceolariae.

Nella parte ventrale dell'addome è presente un altro singolare organo, detto circulus. Si tratta di un'area dal contorno ovale o circolare, che la cocciniglia usa come organo adesivo per facilitare la locomozione sulle superfici lisce: in queste condizioni, il corpo si fissa aderendo alla superficie grazie al circulus e le zampe si muovono in esplorazione, fino a quando vengono trovati degli appigli sui quali far presa.
Altro elemento morfologico di particolare interesse è la distribuzione dei cerari marginali. Questi sono sbocchi di ghiandole ceripare allineati lungo il margine laterale del corpo e associati a ciuffi di brevi setole o spine. Di norma sono presenti 18 paia di cerari, di cui 4 cefalici, 6 toracici e 8 addominali, ma in diverse specie si ha un numero minore per scomparsa di quelli anteriori. La distribuzione e la conformazione dei cerari è utile ai fini tassonomici: dai cerari si sviluppano i raggi di cera, che assumono un aspetto diverso secondo la specie.
Il maschio degli Pseudococcidi è generalmente alato; è privo di occhi e provvisto di soli ocelli. Dall'urite VIII si sviluppano inoltre due lunghi filamenti di cera.

## Biologia

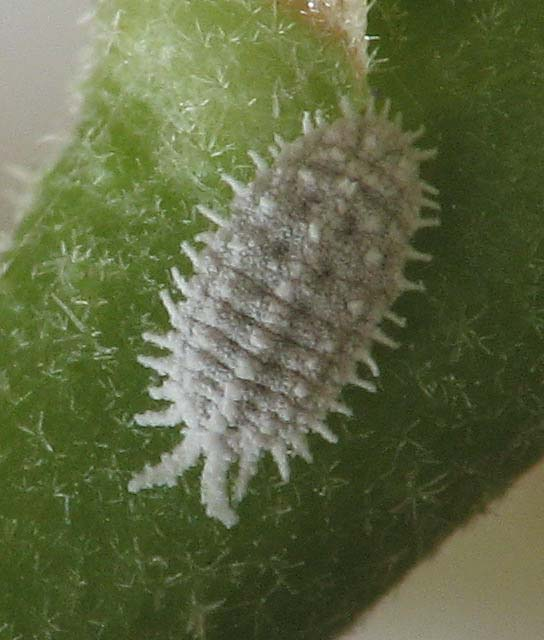
Phenacoccus solani.

Gli Pseudococcidi sono ovipari o ovovivipari e si riproducono in genere per anfigonia o, secondo la specie, anche per partenogenesi. Il ciclo può comprendere 2-3 generazioni l'anno oppure, come nelle specie termofile, anche un numero indeterminato, per lo più in climi a inverno mite. Lo svernamento avviene nei vari stadi, in genere protetti in anfrattuosità di varia natura.
Ogni femmina può deporre alcune centinaia di uova o di neanidi, che restano nascoste nell'ovisacco. Lo sviluppo postembrionale delle femmine si svolge in tre fasi di neanide, quello dei maschi in due fasi di neanide, uno di preninfa e uno di subpupa.
Le femmine sono mobili allo stadio di neanide; quelle adulte sono sedentarie, tuttavia sono in grado di muoversi come gli Ortheziidi e i Margarodidi.
Vivono su foglie, giovani rami, frutti, alcune specie anche sulle radici. L'habitat ottimale per gli Pseudococcidi è rappresentato dalle fronde ombrose, poco ventilate e con umidità relativa alta. La nutrizione avviene a spese della linfa. Le femmine sono provviste di un micetoma, al cui interno sono presenti i microrganismi simbionti sfruttati per l'integrazione della dieta. La generalità degli Pseudococcidi produce abbondanti quantità di melata, perciò in questa famiglia si riscontra spesso la simbiosi con le formiche.
La simbiosi delle formiche con le cocciniglie farinose raggiunge spesso livelli di mutualismo più sofisticati rispetto a quella con gli afidi: alcune specie radicicole sono addirittura allevate nei formicai, altre, ad habitat epigeo, sono protette in ricoveri costruiti appositamente dalle formiche. Infine, si riscontra un curioso comportamento nelle specie del genere Hippeococcus: queste cocciniglie, in caso di pericolo, vengono messe in allarme dalle formiche, attraverso stimolazioni con le antenne, e indotte a salire sul loro dorso in modo da poter essere tratte in salvo.

## Lotta

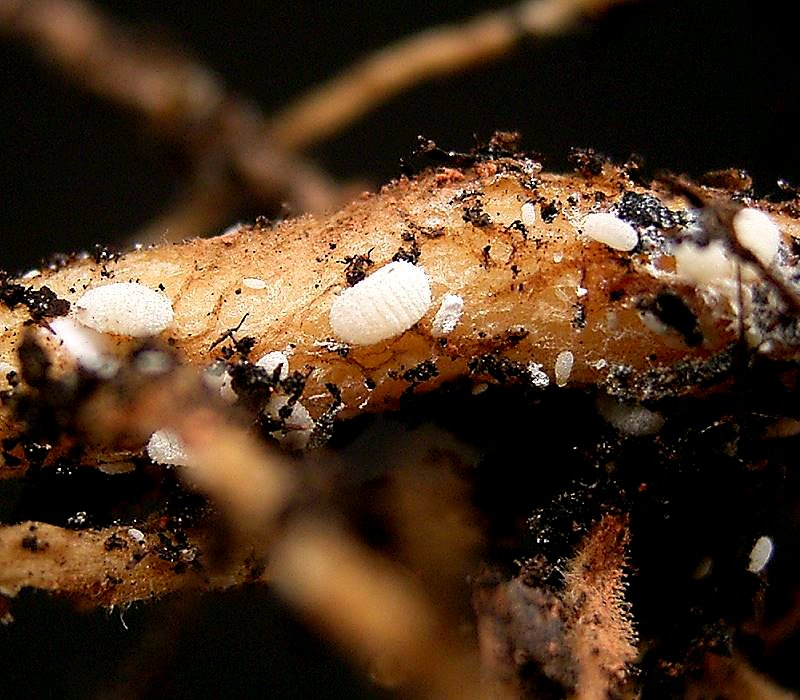
Pseudococcidi radicicoli.

I danni causati dagli Pseudococcidi sono quelli tipici prodotti dalla maggior parte degli Omotteri Sternorrinchi e sono correlati al grado di intensità dell'infestazione: sottrazione di risorse nutritive alla pianta mediante l'asportazione della linfa, progressivo deperimento, imbrattamento dei prodotti da parte di cera, melata e fumaggine, ostacolo alla fotosintesi a causa dello sviluppo della fumaggine.
La difesa contro infestazioni in atto da parte di Pseudococcidi non è facile a causa della biologia di questi insetti:
1. le cocciniglie tendono a occupare parti più riparate, come l'interno della chioma degli alberi, l'ascella delle foglie, i calicetti dei frutti, ecc. In sostanza si tratta di siti che tendono a sfuggire all'azione dei trattamenti chimici basati sugli insetticidi di contatto;
2. la copertura cerosa abbondante costituisce un ostacolo alla penetrazione degli insetticidi di contatto;
3. le forme radicicole non possono essere combattute con gli ordinari trattamenti;
4. gli stadi più sensibili sono quelli di uovo e di neanide di 1ª età, forme protette sotto gli ovisacchi.

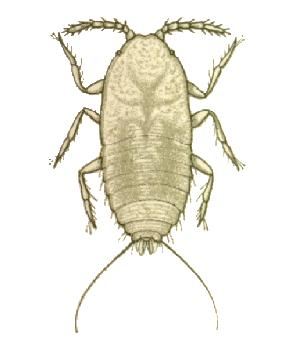
Antonina graminis.

La lotta chimica può essere condotta ricorrendo, quando è possibile, agli oli bianchi in trattamenti primaverili, eventualmente attivati con esteri fosforici (es. fenitrothion) per aumentarne l'efficacia. I migliori risultati si ottengono intervenendo in una fase in cui le neanidi di 1ª età stanno migrando alla ricerca di un sito in cui insediarsi. Trattandosi di insetticidi che agiscono per asfissia, è indispensabile la completa copertura, perciò l'efficacia aumenta se il trattamento è eseguito a getto pesante e dopo aver sfoltito la chioma con la potatura. In alternativa agli oli minerali si può ricorrere ad insetticidi con prodotti di copertura oppure con endoterapici (clorpirifos, piretroidi), trichlorfon, phosmet, metidathion, ecc.). L'uso di questi prodotti deve tuttavia essere oculato in quanto nella generalità dei casi si tratta di insetticidi a largo spettro d'azione e, quindi, nocivi nei confronti dell'artropodofauna utile. Contro le neanidi può essere usato anche il buprofezin, che agisce come regolatore di crescita. Contro le forme radicicole si deve invece intervenire con l'incorporazione di geodisinfestanti (clorpirifos, diazinone, aldicarb, ecc.).
Per i motivi sopra esposti è raccomandabile un'adeguata prevenzione, da un lato limitando, per quanto è possibile, le condizioni che favoriscono l'insediamento e la proliferazione, da un altro intervenendo tempestivamente ai primi segnali di infestazione. Nel primo caso sono opportune la potatura di sfoltimento, allo scopo di arieggiare la chioma, la lotta alle formiche, la moderazione con la concimazioni azotate, in quanto possono indurre un eccessivo rigoglio vegetativo. Nel secondo caso vanno eliminati i focolai di infestazione con trattamenti localizzati oppure rimuovendo i germogli attaccati in caso di infestazioni circoscritte. In un ambito casalingo si può ricorrere anche alla rimozione manuale delle infestazioni.

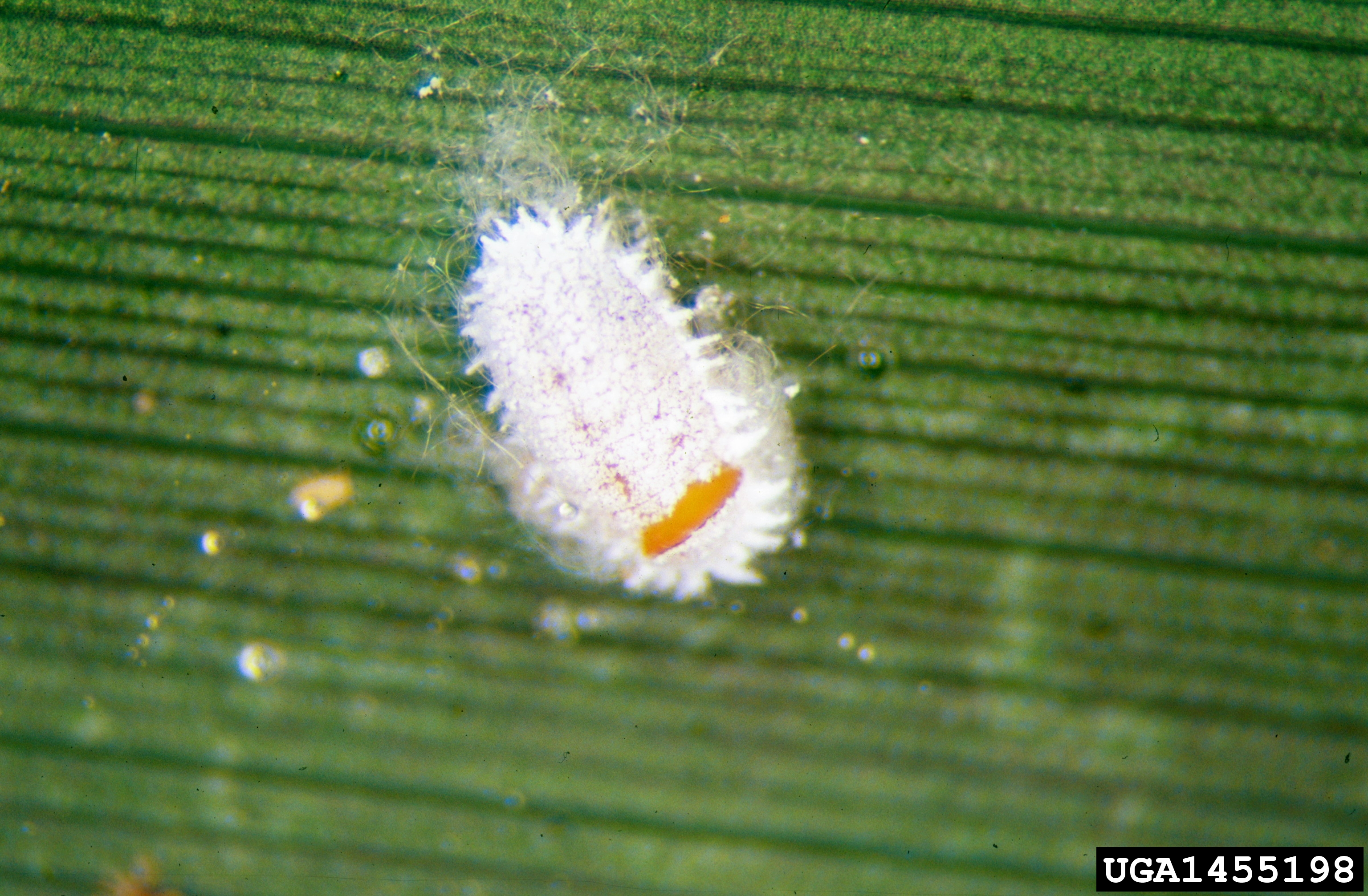
Planococco parassitizzato da Leptomastix dactylopii.

Fondamentale è il rispetto delle condizioni che favoriscono il mantenimento dell'entomofauna ausiliaria. Gli Pseudococcidi, infatti, sono controllati efficacemente dai loro nemici naturali negli agrosistemi equilibrati. Gli interventi chimici vanno perciò inquadrati nel contesto della lotta integrata. A tal fine i principi attivi più indicati sono gli oli minerali bianchi. I nemici naturali più attivi rientrano per lo più negli Imenotteri Calcidoidei, fra i parassitoidi, e nei Coleotteri Coccinellidi, fra i predatori.
Fra le specie più citate in letteratura si annoverano due fra i principali fattori di controllo del Planococcus citri (cotonello degli agrumi): il calcidoideo Leptomastix dactylopii (Hymenoptera: Encyrtidae) e il coccinellide Cryptolaemus montrouzieri. Entrambi questi ausiliari sono stati allevati fin dagli inizi del XX secolo negli USA per combattere il planococco negli agrumeti californiani. Attualmente sono oggetto di produzione presso biofabbriche ed insettari di istituti di ricerca anche in Italia per l'impiego in lotta biologica. Altri coccinellidi attivi contro gli Pseudococcidi e le cocciniglie in generale, sono l'Exochomus quadripustulatus e il Chilocorus bipustulatus, piuttosto comuni negli agrosistemi non degradati in ambiente mediterraneo.

## Sistematica

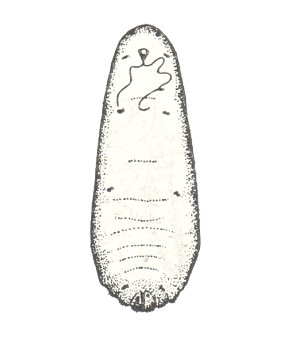
Antonina crawi.

La famiglia comprende oltre 2000 specie ripartite fra oltre 230 generi. La sistematica interna, per quanto riguarda la suddivisione in sottofamiglie e tribù, è in piena fase di sviluppo, perciò le fonti si limitano spesso ad una suddivisione in generi. In letteratura sono talvolta citate le sottofamiglie Pseudococcinae, Rhizoecinae, Sphaerococcinae e Trabutininae, ma la suddivisione non è ben chiara, in quanto gli Autori contemplano da 2 a 4 sottofamiglie.
Le più recenti proposte, su base morfologica e filogenetica, contemplano la suddivisione in due sottofamiglie, Phenacoccinae e Pseudococcinae.
Fra le specie di maggior interesse presenti in Italia si citano le seguenti:
- Hyppogeococcus pungens. Attacca diversi cactus della sottofamiglia delle Cactoideae.
- Planococcus citri. Nomi comuni: cotonello degli agrumi, cocciniglia farinosa degli agrumi, cocciniglia cotonosa degli agrumi. Specie polifaga, attacca prevalentemente gli Agrumi ma è frequente anche su piante arbustive di interesse ornamentale e cactus. Secondariamente può ritrovarsi anche su vite, fico e kaki.
- Planococcus ficus. Nomi comuni: cocciniglia cotonosa della vite, cocciniglia farinosa della vite, cocciniglia cotonosa del fico, cocciniglia farinosa del fico. Attacca prevalentemente la vite e il fico.
- Planococcus vovae. Nomi comuni: cocciniglia cotonosa dei ginepri. Attacca diverse Cupressacee, fra le quali Juniperus, Thuja, Chamaecyparis e Cupressocyparis.
- Pseudococcus longispinus. Nomi comuni: cotonello longiraggiato delle serre, cotonello longispino. Specie polifaga, attacca prevalentemente un numero elevato di piante ornamentali, in serra o all'aperto, e secondariamente diversi fruttiferi (vite, agrumi)
- Pseudococcus calceolariae. Nomi comuni: cotonello codato, cotonello citrofilo
- Pseudococcus affinis. Nomi comuni: cotonello del kaki. Specie polifaga, attacca la vite, il kaki, i cactus, gli agrumi e diversi arbusti ornamentali.
- Puto antennatus. Nomi comuni: cocciniglia farinosa del pino cembro. Specie associata al Pinus cembra, occasionalmente può attaccare anche gli abeti (Abies e Picea). In Italia è presente in Trentino-Alto Adige.
- Rhizoecus cacticans. Specie radicicola, in Italia è presente in Sicilia e Campania su cactus allevati in serra.
- Rhizoecus falcifer. Specie radicicola, è più diffusa della precedente e attacca le palme, la vite e diversi ornamentali.